# Alte Schmiede Absam

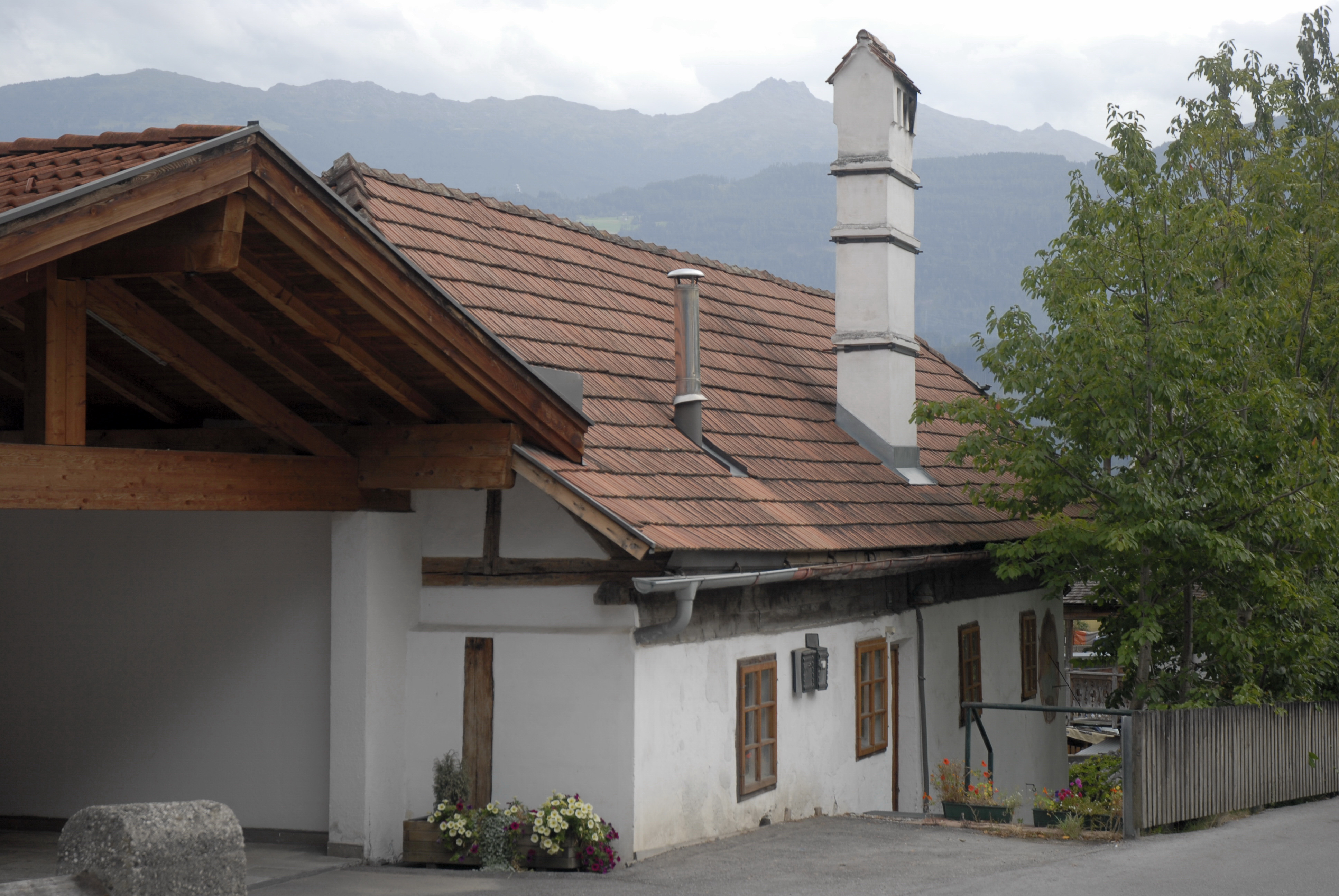
Alte Schmiede in Absam

Die Alte Schmiede Absam steht in der Karl-Zanger-Straße in der Gemeinde Absam im Bezirk Innsbruck-Land in Tirol. Das heutige Wohnhaus steht unter Denkmalschutz (Listeneintrag).

## Geschichte
Das Gebäude als ehemalige Schmiede steht in einer Linie mit ehemaligen Mühlen mit talseitigen Giebelfassaden.

## Architektur
Die schmale talseitige einachsige Fassade schließt ein langgestrecktes Gebäude in Hanglage ab. Das Krüppelwalmdach umschließt einen Balkon zu einer kleinen überdachten Freisitz. Die Fassade ist reich bemalt und zeigt in barocken Medaillons Christophorus, Florian, Mariahilf und ein Wappen mit der Jahresangabe 1740. Der mächtige Kamin ist mit drei Kranzgesimsen und einem Satteldach gegliedert.